# Rejon Łozenec
Rejon Łozenec (bułg.: Район Лозенец) – rejon w obwodzie miejskim Sofii, w Bułgarii. Populacja wynosi 53 080 mieszkańców.